# Intelligent Systems Corporation CompuColor II
Intelligent Systems Corporation CompuColor II (CompuColor II) је кућни рачунар, производ фирме ISC (Intelligent Systems Corp) који је почео да се израђује у САД током 1977. године.
Користио је Intel 8080A као централни микропроцесор а RAM меморија рачунара CompuColor II је имала капацитет од 16, 32 или 48 kb зависно од модела.

## Детаљни подаци
Детаљнији подаци о рачунару CompuColor II су дати у табели испод.
|                       | |
| [ 1 ]                 | |
| Произвођач            | |
| Тип                   | кућни рачунар |
| Меморија              | 16, 32 или 48 зависно од модела                                                                                            |
| Поријекло             | Сједињене Америчке Државе                                                                                                  |
| Година                | 1977 |
| Тастатура             | тастатура са пуним помаком тастера са тастерима у боји. Одвојена нумеричка тастатура, функцијски тастери и тастери смјера. |
| Процесор              | |
| Фреквенција процесора | |
| RAM                   | 16, 32 или 48 зависно од модела                                                                                            |
| ROM                   | 16 |
| Текст                 | 40 x 24, 64 x 32 |
| Графика               | 128 x 128 |
| Боја                  | 8 боја |
| Звук                  | нема |
| Димензије             | непознато |
| Портови               | |
| Оперативни систем     | |